# コタバト空港
コタバト空港（コタバトくうこう、英語: Cotabato Airport、マギンダナオ語: Landing nu Kutawatu、(IATA: CBO, ICAO: RPMC)）は、広くコタバト周辺、コタバト州一帯にサービスを提供している、北マギンダナオ州内に位置する空港。コタバトの中心市街地から、およそ8.6km南西の北マギンダナオ州ダトゥ・オディン・シンスアットに属する集落バランガイ・アワン (Brgy. Awang) に位置しており、別名でアワン空港 (Awang Airport) ともいう。フィリピン運輸省の下で、主要国際空港以外のすべての空港の管理にあたっている機関であるフィリピン民間航空局は、この空港をクラス1の主要空港と位置付けている。
この空港は、フィリピンで12番目に多忙な空港である。この空港は、コタバトの人々に広く利用されている。

## 航空会社と就航地

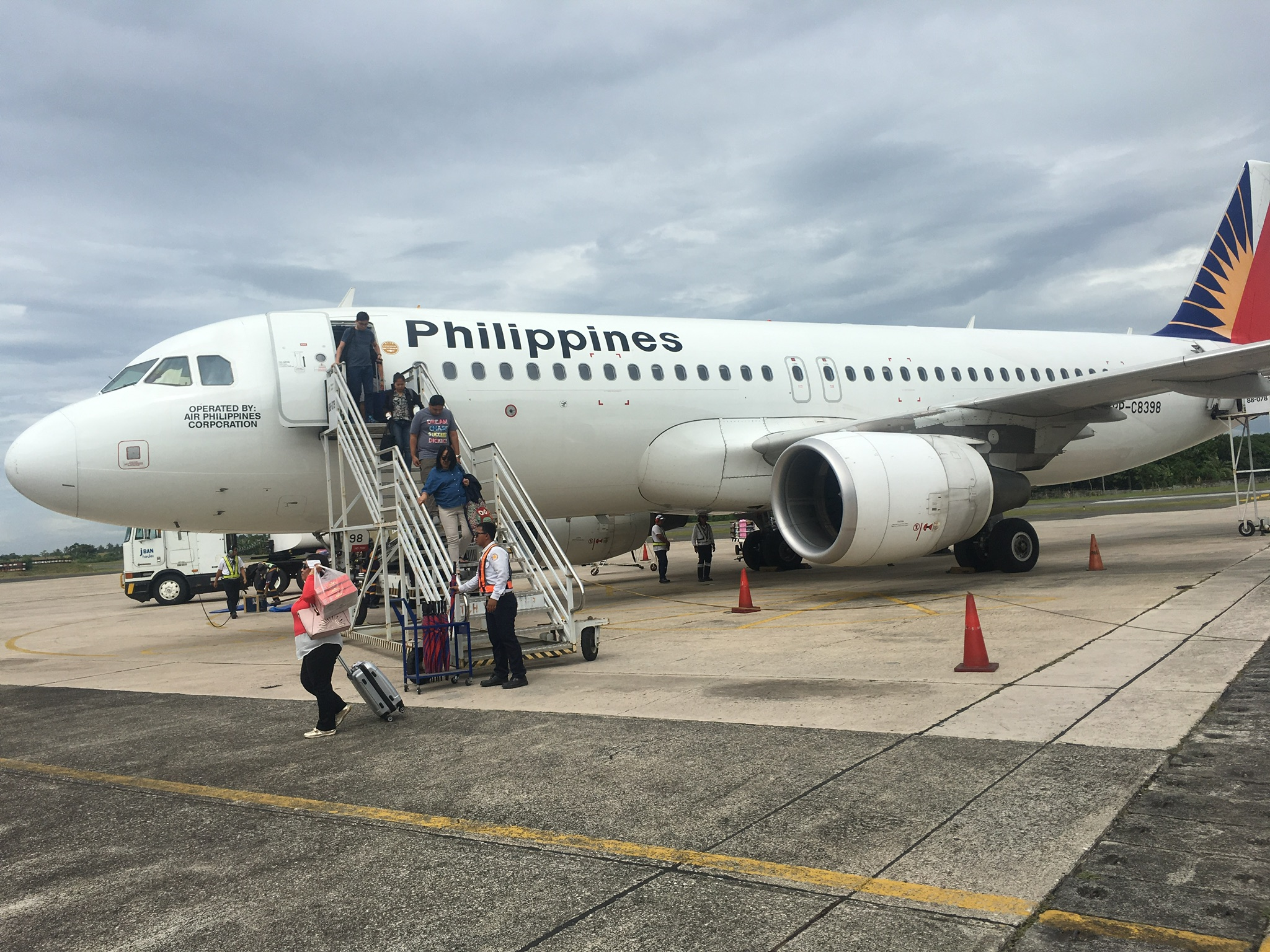
タラップがかけられたフィリピン航空のエアバスA320。

COVID-19 の流行のため、以下のリストはもはや有効ではく、事前の告知なく変更されることがある。
| 航空会社                              | 就航地             |
| ------------------------------------- | ------------------ |
| セブパシフィック航空                  | マニラ             |
| セブパシフィック航空 運航：セブゴー   | セブ、サンボアンガ |
| フィリピン航空 運航：PAL エクスプレス | マニラ             |

2020年11月1日時点では、セブパシフィック航空とフィリピン航空がそれぞれ運航する、マニラ便のみが確認される。

## 統計
データは、フィリピン民間航空局 (CAAP) による。

### 旅客
| 年   | 国内旅客 | 増減     |
| ---- | -------- | -------- |
| 2003 | 46,409   | 増減なし |
| 2004 | 63,902   | 27.37%   |
| 2005 | 86,920   | 26.48%   |
| 2006 | 125,539  | 30.76%   |
| 2007 | 127,198  | 1.3%     |
| 2008 | 104,535  | 17.82%   |
| 2009 | 199,133  | 47.5%    |
| 2010 | 219,104  | 9.11%    |
| 2011 | 122,525  | 44.07%   |
| 2012 | 246,409  | 50.27%   |
| 2013 | 239,625  | 2.75%    |
| 2014 | 232,742  | 2.87%    |
| 2015 | 241,642  | 3.68%    |
| 2016 | 258,529  | 6.5%     |
| 2017 | 289,229  | 10.61%   |
| 2018 | 299,861  | 3.54%    |

## 将来計画

### 夜間便
運輸省 (DOTr) によると、コタバト市の空港は、改修と拡張が進行中である。
修繕の内容には、夜間便への対応能力を高めるための滑走路の拡幅、ターミナル施設のアップグレードが含まれている。

### 国際空港
コタバトのバランガイ・タモンタケ (Barangay Tamontaka) には、国際空港の建設が提案されており、それが完成した場合には、既存の国内線空港はフィリピン空軍の基地に転用されることになっている。以前には、2019年6月に建設が完成する見込みとされていた。
その後、2019年に、深圳市に本拠を置く中国企業である China Engineering Construction Company (CECC) からの出資を受けて、国際空港の整備が、港湾整備、科学技術高等学校の整備とを合わせ、官民パートナーシップによるプロジェクトとして進められることとなり、2020年中の完成が見込まれると発表された。